# Giuseppe Agnino
Giuseppe Agnino (Savona, 15 marzo 1891 – Orbetello, 4 gennaio 1974) è stato un imprenditore, giornalista e politico italiano.

## Biografia
Fonda nel 1921, insieme ai fratelli Angelo e Giulio Barile, la manifattura ceramica "Casa dell'Arte" in Albisola Capo, che poi diventerà il centro storico del Comune di Albissola Marina, che rimane attiva fino alla metà degli anni Cinquanta quando viene rilevata dai fratelli Angelo e Luigi Pescio.